# Stiga
Stiga er et varemærke grundlagt i Sverige i 1934 af Stig Hjelmquist. Virksomheden producerede og solgte oprindeligt bordtennisborde og -udstyr, men begyndte i 1954 at importere motoriserede plæneklippere fra USA, og disse endte med at blive til STIGAs mest succesfulde produktlinje - havemaskiner.  
Varemærket Stiga benyttes i dag både i forbindelse med produktion og salg af havemaskiner- og redskaber samt af sportsprodukter, bl.a. bordtennis, kælke og bordhockey. Dog er disse to forretningsområder fordelt på to forskellige virksomheder, STIGA og STIGA Sports, som ikke længere har nogen relation til hinanden.
Virksomheden Stiga har sit hovedkontor i Castelfranco Veneto, Treviso (Italien) og har 13 datterselskaber i Europa (Østrig, Italien, Benelux, Tjekkiet, Danmark, Finland, Frankrig, Tyskland, Norge, Polen, Sverige, Storbritannien, Balkan). Stiga distribuerer og sælger sine produkter i over 70 lande rundt om i verden.
Blandt deres produkter findes blandt andet robotplæneklippere, plæneklippere, havetraktorer, trimmere og buskryddere, kædesave, og diverse batteridrevne maskiner.
- STIGA Autoclip 225 S, robotplæneklipper
- En gammel Stiga plæneklipper
- Stiga bordhockey
- En Stiga kælk